# Nansenova cena
Nansenovu cenu každoročně uděluje Úřad Vysokého Komisaře OSN pro Uprchlíky (UNHCR) jednotlivci, skupině, nebo organizaci, jako uznání za výjimečnou pomoc uprchlíkům, vnitřně vysídleným osobám nebo osobám bez státní příslušnosti. Cena byla poprvé udělena v roce 1954.

## Pozadí
Cena je pojmenovaná po norském polárníkovi, státníkovi a laureátovi Nobelovy ceny za mír Fridtjofovi Nansenovi. Jako první Vysoký Komisař pro uprchlíky při Společnosti národů Nansen prosadil významné kroky ve posílení hlasů násilně vysídlených. Nansenova cena se skládá z pamětní medaile, Nansenovy medaile a 100.000 dolarů darovaných vládami Norska a Švýcarska k zahájení projektu ve spolupráci s UNHCR na pomoc násilně vysídleným.
Švýcarská a norská vláda, Norská rada pro uprchlíky (NRC) a IKEA Foundation podporují program Nansenovy ceny.

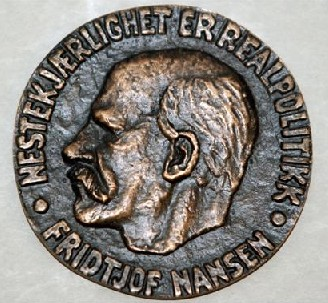
Nápis na medaili: "Nestekjærlighet er realpolitikk" (česky: Altruismus je praktická politika)

## Slavnostní předání cen
Nansenova cena je udělována každý rok v Ženevě, "světovém  hlavním městě humanitárních organizací".  Ceremonie se koná ve stejnou dobu jako roční zasedání Výkonného výboru UNHCR.

## Nansenova panelová diskuze
V roce 2011, UNHCR s Ženevskou univerzitou (UNIGE), nadací Pour Genève, a Académie de droit international humanitaire et droits humains à Genève (ADH) uskutečnil první Nansenovu panelovou diskuzi. Nyní je již organizována každoročně, zapojuje do diskuze Ženevě intelektuální společenství, média a mládež o uprchlické příčiny a činnosti UNHCR.
V roce 2012 se diskuze s názvem "Les femmes et la reconstruction de la Somalie: du truble à l'espoir" ("Ženy a rekonstrukce Somálska: Od chaosu k naději") jako panelisté zúčastnily laureátka Nobelovy ceny za mír Leymah Gboweeová, generální tajemnice NRC Elisabeth Rasmussonová a vyslankyně "Dobré vůle" Barbara Hendricksová.

## Nominace
Nejsilnější kandidáti jsou ti, kteří šli nad rámec svých povinností, kteří prokázali vytrvalost a odvahu a kteří osobně, přímo a významně pomohli násilně vysídleným lidem.
Nominace musí být předloženy prostřednictvím webových stránek Nansenovy ceny. Současní nebo bývalí zaměstnanci UNHCR nejsou způsobilí. Vlastní nominace, včetně nominaci vnitřních organizací, se důrazně nedoporučují.

## Seznam laureátů
- 1954: Eleanor Roosevelt (USA)

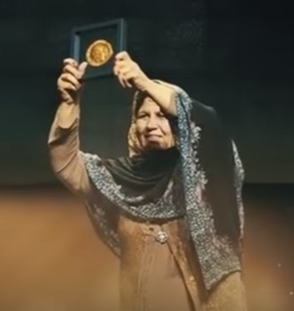
Prof. Angeela Asifi v roce 2015

- 1955: Juliána Nizozemská (Nizozemsko)
- 1956: Dorothy D. Houghton (USA) a Gerrit Jan van Heuven Goedhart (in memoriam) (Nizozemsko)
- 1957: Liga organizací Červeného kříže
- 1958: David Hoggett (Spojené království) a Pierre Jacobsen (in memoriam) (Francie)
- 1959: Oskar Helmer (Rakousko)
- 1960: Christopher Chataway, Colin Jones, Trevor Philpott a Timothy Raison (Spojené království)
- 1961: Olav V (Norsko)
- 1962: Tasman Heyes (Austrálie)
- 1963: Mezinárodní rada pro dobrovolnické organizace
- 1964: May Curwen (Spojené království), François Preziosi (in memoriam) (Itálie) a Jean Plicque (in memoriam) (Francie)
- 1965: Lucie Chevalley (Francie), Ana Rosa Schlieper de Martínez Guerrero (in memoriam) (Argentina)
- 1966: Jørgen Nørredam (in memoriam) (Dánsko)
- 1967: Prince Bernhard (Nizozemsko)
- 1968: Bernard Arcens (Senegal) a Charles H. Jordan (in memoriam) (USA)
- 1969: Princezna Princep Shah (Nepál)
- 1971: Louise W. Holborn (USA)
- 1972: Svana Fridriksdottir (Island)
- 1974: Helmut Frenz (Chile)
- 1975: James J. Norris (USA)
- 1976: Olav Hodne (Norsko) a Marie-Louise Bertschinger (in memoriam) (Švýcarsko)
- 1977: Malajská organizace červeného půlměsíce (Malajsie)
- 1978: Seretse Khama (Botswana)
- 1979: Valéry Giscard d'Estaing (Francie)
- 1980: Maryluz Schloeter Paredes (Venezuela)
- 1981: Paul Cullen (generál) (Austrálie)
- 1982: Sonja Norská (Norsko)
- 1983: Mwalimu Julius Kambarage Nyerere (Tanzanie)
- 1984: Lewis M. Hiller, Jeff Kass a Gregg Turay (USA)
- 1985: Paulo Evaristo Arns (Brazílie)
- 1986: "Kanadskému národu"
- 1987: Juan Carlos I. (Španělsko)
- 1988: Syed Munir Husain (Pákistán)
- 1989: Daisaku Ikeda (Japonsko)
- 1991: Paul Weis (in memoriam) (Rakousko) a Libertina Appolus Amathila (Namibie)
- 1992: Richard von Weizsäcker (Německo)
- 1993: Lékaři bez hranic
- 1995: Graça Machelová (Mosambik)
- 1996: Handicap International
- 1997: Joannes Klas (USA)
- 1998: Mustafa Abdülcemil Qırımoğlu (Ukrajina)
- 2000: Jelena Silajdžić (Bosna a Hercegovina), Abune Paulos (Etiopie), Lao Mong Hay (Kambodža), Miguel Angel Estrella (Argentina) a dobrovolníci OSN
- 2001: Luciano Pavarotti (Itálie)
- 2002: Arne Rinnan (Norsko), posádka MV Tampy a Wallenia Wilhelmsenu
- 2003: Annalena Tonelli (Itálie)
- 2004: Středisko pro lidské práva Memorial (Rusko)
- 2005: Marguerite Barankitse (Burundi)
- 2006: Akio Kanai (Japonsko)
- 2007: Katrine Camilleri (Malta)
- 2008: Chris Clark (Spojené království) a libanonští a mezinárodní zaměstnanci odminovacího programu OSN v jižním Libanonu.
- 2009: Edward Kennedy (USA)
- 2010: Alixandra Fazzina (Spojené království)
- 2011: Společnost pro humanitární solidaritu (Jemen)
- 2012: Hawa Aden Mohamed (Somálsko) za její práci s Galkayo Education Centre for Peace and Development[6]
- 2013: Angélique Namaika (Demokratická republika Kongo)[7]
- 2014: Motýli s novými křídly budující budoucnost (Motýli) (Red Mariposas de Alas Nuevas Construyendo Futuro) - Kolumbijská organizace pro práva žen, která pomáhá obětem nuceného vysídlení a sexuálního zneužívání
- 2015: Aqeela Asifi (Pákistán) - Uprchlice z Afghánistánu, která pomáhá poskytovat vzdělání afghánským dívkám
- 2016: Řečtí dobrovolníci Helénského záchranného týmu[8] a Efi Latsoudi z PIKPA Village za jejich neúnavnou a dobrovolnou pomoc uprchlíkům přijíždějícím do Řecka během evropské migrační krize.[9]
- 2017: Zannah Mustapha (Nigérie), učitel
- 2018: Evan Atar Adaha (Jižní Súdán), lékař
- 2019: Azizbek Ashurov (Kyrgyzstán)[10]